# Open de Tenis Ciudad de Pozoblanco 2023
L'Open de Tenis Ciudad de Pozoblanco 2023 è stato un torneo maschile di tennis professionistico giocato sul cemento. È stata la 21ª edizione del torneo, facente parte della categoria Challenger 75 nell'ambito dell'ATP Challenger Tour 2023. Si è giocato al Club Tenis Pozoblanco di Pozoblanco, in Spagna, dal 17 al 23 luglio 2023.

## Partecipanti

### Teste di serie
| Nazionalità | Giocatore                 | Ranking* | Testa di serie |
| ----------- | ------------------------- | -------- | -------------- |
| Francia     | Hugo Grenier              | 129      | 1              |
| Stati Uniti | Nicolas Moreno de Alboran | 143      | 2              |
| Italia      | Mattia Bellucci           | 160      | 3              |
| Stati Uniti | Emilio Nava               | 168      | 4              |
| Spagna      | Pablo Llamas Ruiz         | 183      | 5              |
| Francia     | Antoine Escoffier         | 185      | 6              |
| Lituania    | Ričardas Berankis         | 204      | 7              |
| Turchia     | Cem İlkel                 | 231      | 8              |

* Ranking al 3 luglio 2023.

### Altri partecipanti
I seguenti giocatori hanno ricevuto una wild card per il tabellone principale:
- Edas Butvilas
- Pablo Llamas Ruiz
- Adrián Menéndez Maceiras

Il seguente giocatore è entrato in tabellone con il ranking protetto:
- Pierre-Hugues Herbert

I seguenti giocatori sono passati dalle qualificazioni:
- Benjamin Lock
- Filip Peliwo
- Pedro Vives Marcos
- Iñaki Montes de la Torre
- Alberto Barroso Campos
- Daniel Cukierman

## Punti e montepremi
| Torneo    | Torneo              | V     | F     | SF    | QF    | 2T    | 1T  | Q | Q2  | Q1  |
| Singolare | Punti               | 75    | 50    | 30    | 16    | 7     | 0   | 4 | 2   | 0   |
| Singolare | Premi in denaro (€) | 9,880 | 5,820 | 3,450 | 2,000 | 1,165 | 720 | – | 360 | 185 |
| Doppio    | Punti               | 75    | 50    | 30    | 16    | –     | 0   | – | –   | –   |
| Doppio    | Premi in denaro (€) | 4,250 | 2,450 | 1,480 | 880   | –     | 500 | – | –   | –   |

## Campioni

### Singolare
Hugo Grenier ha sconfitto in finale  Juan Pablo Ficovich con il punteggio di 6(4)–7, 6–2, 7–6(3).

### Doppio
Nam Ji-sung /  Song Min-kyu hanno sconfitto in finale  Luke Johnson /  Benjamin Lock con il punteggio di 2–6, 6–4, [10–8].